# 華特·饒申布士
華特·饒申布士（1861年10月4日—1918年7月25日），是一位基督教神學家及浸信會牧師。他在美國的社會福音運動中是一關鍵人物。他於1907年晉升成了家喻戶曉的人物。從此，直到他於1918年過世這個期間，他以傳道者、講師、以及作家為大眾所注目。其著作有五大著以及其他較小篇幅的文章發表。他是當時美國盛行的社會福音運動中的先驅者，並影響了當代美國新教。他在美國教會史中，亦被稱為與十八世紀之美國神學家喬納森·愛德華茲並駕齊驅的神學家。

## 思潮的源流與所面對的挑戰
華特·饒申布士出生於紐約的羅徹斯特。他的父親是奧古斯都·繞申布士，在美的一位德國籍傳道者，於1846年抵美；居美期間，他開始質疑受洗的觀點(他本是路得宗)，於1850年加入浸信會；他是羅契斯特神學院的德文部門的教務長兼教授（1858年－1888年）。 父親所處的神學氛圍潛移默化地影響了年輕的華特·饒申布士，也成為了華特·饒申布士後來主張的社會福音神學思想之基礎。他也曾受過美國與德國的教育。
如一般人一樣，他也經歷青少年反叛期。在他17歲的時候，他經歷了重生的經驗。他自己寫著:「這經驗滲入我的靈魂深處。……我來到我的天父前，祈求祂的幫助，也得到了。」 他深深感受到一股熱忱要「傳道和救靈魂」。  
因此，他畢生往實際活出主耶穌的教導為念。1886年，他畢業於羅契斯特神學院。因為對於基督的委身，使他願意牧養一所德文教會。這教會座落在紐約市西邊，與一處稱為「地獄的廚房」的地區不遠。這教會的會眾由社會藍領階級人士組成。年輕熱忱的牧者華特．饒申布士警覺到他們在貧困與疾病中的掙扎，由其在經濟不景氣更為明顯。他們的疾苦使他必須面對社會的問題。
就如他所說的社會福音的觀點:「不是沿伸自教會，而是出自教會外。它源自個人與貧窮的接觸，當我看見人們一生與貧窮抗爭、畢生劬勞；強壯的男人乞求工作卻得不著。孩童們的死亡!喔! 孩童們的葬禮!他們深深抓住我的心，縈繞著我的心思:「為什麼孩童們必須死?」的問題 」 有一次，他罹患流行性感冒，但他隔天還是早早起床，為了去照顧生病、需要的會友。於是，在未痊癒的狀況下，感冒的病毒再次加害，使他失聰。然而，這樣的損失並沒有阻擾他積極改善社會的動力。他是一位與會眾一起受苦的牧者。
當時盛行的神學風氣是新教，所涵蓋的基本教義有唯獨聖經、因信稱義、信徒皆祭司。然而，其教義有稍微變更和延伸發展成聖經直譯主義以及替代贖罪論。與深澀的神學成比對照地卻是當時美國社會的現實面:工業改革、土地與人民、勞動與工資、政治民主的崩潰、童工等等的問題。童工問題，也就是孩童早早就從事工廠的工作，如礦業、磨（麵粉）坊、紡織業、兜售報紙等。孩童們被剝削讀書上學的機會，終日與工作為伍，有些甚至年紀輕輕就抽起菸來。當時的神學幾乎停留在雲端上，並沒有關懷到如此社會的現象。因此之故，他無法等閒視之，就終其生試圖把神學與社會兩者間的縫隙銜接起來。
十九世紀的自由神學，一方面對抗啟蒙運動的挑戰，一方面對付懷疑論；這段時間的神學成就強調臨在性。十九世紀復原教自由派的神學，最後由立敕爾集大成。立敕爾影響了當時的基督教神學，當時的神學專注於另一個世界，而對現實的倫理發展沒有影響，立敕爾發掘出道德化的力量，並影響了那一代的牧師和基督徒教師，因而發展出「社會福音」。饒申布士（Walter Rauschenbusch）為立敕爾的學生，受到立敕爾學派強調「道德的天國是福音的中心和精神」之思想影響，投入社會福音運動，並將立敕爾的自由思想帶往新的方向。
饒申布士不是一個立敕爾派，但他的神學主旨卻類似於立敕爾的自由主義，他強調歷史上的耶穌是上帝國的開創者。他認為人已經陷入自己的精神性衝動與自然衝動之見的鬥爭中，並從倫理與社會的角度來看待拯救。饒申布士用一種進化的有神論，和一種更接近美國人思想傾向的社會進步主義，來與立敕爾主義的論點相結合。饒申布士在教會中發現，基督教長期的退隱於社會，而他認為在他那個時代，才有可能看到社會福音「以神聖生命的力量再度爆發出來」，他重新發現耶穌的關於社會性的救贖信息，並要現代神學按此標準重建，這種神學重建的關鍵就是上帝國。

## 貢獻
1897年，他畢業後的第十一年，華特．饒申布士回到母校羅契斯特神學院教書。然而，他的成名並不是因為他是教會歷史的教授的身份，而是因為他於1907年執筆並出版了第一本書，《基督信仰以及社會危機》（Christianity and the Social Crisis）。1907年適逢面臨經濟風暴。他在此書的序言中提及他著書的對象，也就是他牧養了十一年的教會。他著書的目的是為了償還這筆愛的債務，並希望可以藉此書減輕他們所負的壓力。他的論文以「基督信仰最基本的目的在於改造現今人類的社會成為上帝的國度，使其中所涵蓋的一切關係都可經歷更新以及依照上帝的旨意重新構成」 為核心信息。
他的書引起了社會熱烈反應，呼籲眾教會的牧者以及信徒們都極需及時，從基督徒的觀點去面對處裡當代社會的諸般問題。他即時成為了社會福音的前鋒，直到1918年因罹患癌症而逝世。
他一生關注上帝的國度的充分意義，以執筆和言語表達的方式詳盡說明。其他的著作有:《社會覺醒的禱告》 (Prayers of the Social Awakening)(1910)、《基督化社會秩序》 (Christianizing the Social Order)(1912)、《耶穌的社會原則》 (The Social Principles of Jesus)(1916)、以及《社會福音的神學基礎》 (A Theology for the Social Gospel)(1917)。

## 上帝國
上帝國之概念，對華特‧饒申布士來說，是一項深邃的屬靈觀點，是耶穌的教導之核心，以及涵蓋整個人類與社會的觀念。就如他在《基督化社會秩序》一書中的結論中提及:「這是一本從頭到尾全是宗教的書。它所關心的完全是上帝國與人類得救的事。上帝國也包括經濟生活在內，它意味著以基督的思想與精神去逐漸改變並改善人類的全部事務。」
對他來說，上帝國不是人類造成的、在地上的烏托邦。他特別強調，「上帝國的來源是來自神的，不只是來源，也包括其過程與結束。上帝國是上帝彰顯祂的能力、公義、以及愛」。
他深知這樣的境界可以是現世人們之間的事實，亦可在時候滿足時之未來的盼望。他更相信上帝國不斷地在進展中:「公義的國的進展一直就是分期發展的，就像我們的成聖那樣。人類在時間到來時即將到達終點，天文學上的時鐘已經發出滴答之生，最後它總要敲打。同時，我們是向著上帝的國前進，每一小部份的實現都使我們獲得若干報償，都使我們渴望有更多的實現。」
於是乎，他極力呼籲人們:「每一個人可以和上帝一同創建上帝國，也可以阻擾上帝國的進展。上帝國是我們每個人的至上任務，和上帝給我們的最高禮物藉著把它當作任務來接受，我們才能覺得它是禮物。藉著為它作工，我們才能進入那作為我們故鄉和住宅的上帝國的歡樂和平安的領域。」

## 對社會福音的質疑
第一次世界大戰打擊著社會福音，戰爭後的經濟大蕭條使人對社會福音的樂觀期待下降。1914年後，饒申布士面對各方的質疑：前千禧派 (premillennialism) 威廉韋利(William Riley) 指責他否認基督的神性； 同儕劃清界限，質疑他持「和平主義、非暴力的」反戰態度，卻擁護德國；表面追求「社會正義」，卻漠不關心德國帝國主義的侵略行為。 饒申布士感歎世界大戰讓他和社會福音盟友措手不及：「1914年的大戰是對愛的崩解最龐大的指證。當一個國家不再承認她與另一個國家在社會上的一體性，道德馬上崩解，而仇恨、殘忍、謊言也將如洪水一樣暴冲而來」(Social Principles, p. 26)。此外，饒申布士對種族議題上的偏見和對性別議題的忽略，使以他為首的社會福音成了只能代表「二十世紀初期的美國白人男性中產階級新教徒」的意識型態。
1917年4月，饒申布士在美國正式宣佈參戰時，在耶魯大學展開四場演講。同年11月，由麥美倫公司出版《社會福音的神學》。基督教人士大部分的評論都是負面的，指控包括太「黎徹爾主義」（Ritschlian），認為饒申布士捨棄基督教教義，特別是贖罪論，以「人為的替代物 」（man-made substitute）取代基督教。兩本教會的學術期刊——《長老宗》(Presbyterian）與《路德宗季刊》(Lutheran Quarterly) 批評《社會福音的神學》的非正統性，把歷史的基督教義，混同當代的基督徒社會行為。
學者對饒申布士最主要的控訴是「黎徹爾主義」或「自由主義」。金恩(Wiliam McGuire King) 控訴其「神學上的觀念論、倫理上的直觀主義、上帝的內在性、及進化論式的進步主義」。 饒申布士毫無批判性地認可美國式民主制度，視為上帝國的地上模式，宣稱「生活愈科學，愈靠近基督：強調經驗多於教義、理性多於奇蹟，歷史的耶穌，而非奥秘的基督，上帝國為倫理的，而非得救的實體，十字架為代罪性的受苦而非法庭性的贖罪」。 而對饒申布士最大的攻擊，來自美國新正統主義的尼布爾兄弟 (Rcinhold & Richard Nicbuhr)。《基督與文化》(Christ and Culture）的作者小尼布爾把饒申布士和康德、史萊馬赫、黎徹爾等放在「基督屬乎文化」(Christ of Culture）中，細數他們的罪狀：「杜撰耶穌的生平，懷疑神學的合理性，並企圖拆解啟示。」而最嚴重的是「輕看人的罪性，只把罪歸於某種社會制度，而不在人類『純粹』的靈魂內，即便犯罪了，也很容易得到『復原』。所以。人類自己已無異那戰勝社會之罪的終極力量了，他們所需要的只是律法，而不是恩典！」
二十世紀初期，上帝國的研究出現了一個大轉向：維斯 (Johannes Weiss) 和史懷哲 (Albert Schweitzer) 完全扭轉了自由主義的現世上帝國觀。神國「已濟而未濟」的觀念隨著耶肋米亞斯 (Joachim Jeremias） 的世紀論述，成為當代學術主流，打擊著饒申布士極力維護的「現世主義式」的上帝國。即使知道他立場的危殆，他卻無力或無意作改變。饒申布士為了上帝國的地上性質，幾乎拒絕所有的末世觀。關注終末世界的天啟主義 (apocalypticism）對他來說是一種「舶來品」。在他眼中， 神國是「現在」而非「未來」，是「己經」而非「尚未」。忽視了耶穌「末世宣講者」的可能性。

饒申布士最大的問題是「把上帝國視為道德的概念」，而最大貢獻則在於「把上帝國的道德命令放置在每一個基督徒面前，呼籲他們反思救贖和道德行動的關係」。